# Gondomar (Portugal)
Gondomar és un municipi portuguès, situat al districte de Porto, a la regió del Nord i a la subregió de Gran Porto. L'any 2006 tenia 171.881 habitants. Es divideix en 12 freguesies. Limita al nord-est amb Valongo i Paredes, al sud-est amb Penafiel i Castelo de Paiva, al sud amb Arouca i Santa Maria da Feira, al sud-oest amb Vila Nova de Gaia, a l'oest amb Porto i al nord-oest amb Maia.

## Estadístiques
| Població del concelho de Gondomar (1801 – 2004) | Població del concelho de Gondomar (1801 – 2004) | Població del concelho de Gondomar (1801 – 2004) | Població del concelho de Gondomar (1801 – 2004) | Població del concelho de Gondomar (1801 – 2004) | Població del concelho de Gondomar (1801 – 2004) | Població del concelho de Gondomar (1801 – 2004) | Població del concelho de Gondomar (1801 – 2004) | Població del concelho de Gondomar (1801 – 2004) |
| ----------------------------------------------- | ----------------------------------------------- | ----------------------------------------------- | ----------------------------------------------- | ----------------------------------------------- | ----------------------------------------------- | ----------------------------------------------- | ----------------------------------------------- | ----------------------------------------------- |
| 1801                                            | 1849                                            | 1900                                            | 1930                                            | 1960                                            | 1981                                            | 1991                                            | 2001                                            | 2004                                            |
| 7220                                            | 19103                                           | 32428                                           | 49758                                           | 84599                                           | 130751                                          | 143178                                          | 164096                                          | 169239                                          |

## Freguesies
|  | 1. Baguim do Monte 2. Covelo 3. Fânzeres 4. Foz do Sousa 5. Jovim 6. Lomba 7. Medas 8. Melres 9. Rio Tinto 10. São Cosme 11. São Pedro da Cova 12. Valbom |